# 둔덕중학교
둔덕중학교(屯德中學校)는 대한민국 경상남도 거제시 둔덕면 하둔리에 있는 사립 중학교이다.

## 학교 연혁
- 1964년 12월 29일 : 학교법인 둔덕학원 설립인가, 초대 이성수 이사장 취임
- 1965년 3월 1일 : 초대 신옥권 교장 취임
- 1965년 4월 15일 : 둔덕중학교 개교 (6학급)
- 1990년 4월 28일 : 본관 중앙 6교실 개축 준공
- 1992년 2월 15일 : 강당 준공
- 1996년 3월 1일 : 6학급 편성(236명)
- 2004년 10월 29일 : 도서관 준공
- 2008년 7월 20일 : 급식환경 개선사업 (조리실 신축)
- 2008년 10월 31일 : 과학탐구실 현대화사업
- 2009년 2월 6일 : 도서관(글향마루) 현대화사업
- 2011년 3월 2일 : 제11대 김선일 이사장 취임
- 2012년 8월 8일 : 다목적체육관 완공
- 2023년 1월 2일 : 제56회 졸업식 졸업생 8명(총 5,976명)
- 2023년 9월 1일 : 제14대 김상우 교장 취임

## 참고 자료
- 둔덕중학교 - 한국교육학술정보원 학교알리미